# Coventry Emblem
Coventry Emblem is een Brits historisch merk van motorfietsen.
Tijdens de Eerste Wereldoorlog had de productie van motorfietsen in Groot-Brittannië vrijwel stilgelegen en na de oorlog kwamen veel van de "oude" merken niet meer terug op de markt, terwijl er juist vraag was naar goedkope vervoermiddelen. Coventry Emblem richtte zich op die markt en begon in 1920 motorfietsen te bouwen die werden samengesteld uit fietsonderdelen en waarvoor 269cc-tweetaktmotoren werden ingekocht bij de Villiers Engineering Co. in Wolverhampton. Coventry Emblem hield het echter niet lang vol en beëindigde de productie waarschijnlijk al binnen een jaar. 